# Rudolf Margolius

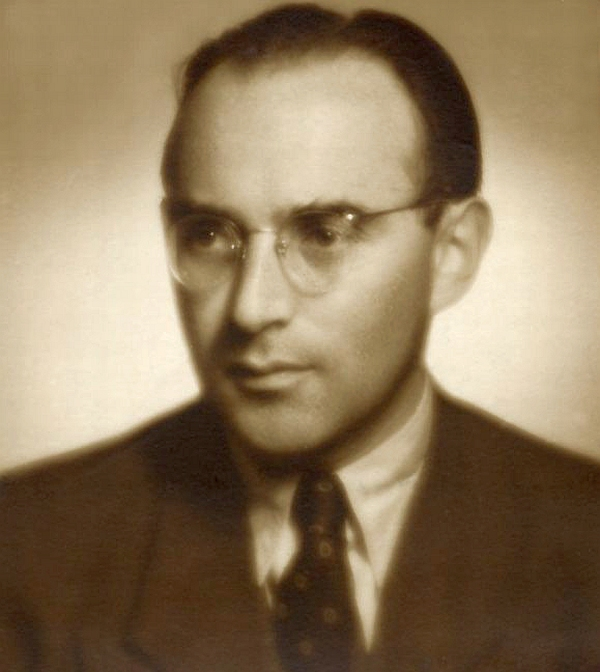
Rudolf Margolius

Rudolf Margolius (* 31. August 1913 in Prag; † 3. Dezember 1952 ebenda) war ein tschechischer Politiker jüdischer Herkunft, stellvertretender Außenhandelsminister von 1949 bis 1952 und Mitangeklagter im Slánský-Prozess im November 1952.

## Leben
Rudolf Margolius entstammte einer gutsituierten Familie in Prag. Seine Eltern waren jüdisch. Der Vater war Handelsvertreter. Nach seinem Gymnasiumabschluss studierte Rudolf Jura, seinen Doktortitel erlangte er 1937. Rudolf Margolius hatte seine Jugendliebe Heda Blochová geheiratet. 1938 gaben die Westmächte Frankreich und Großbritannien im Münchner Diktat die Tschechoslowakei dem Machtstreben der Nazis preis. 1939 besetzte Hitlerdeutschland die Tschechoslowakei und löste den Staat auf. Deutschland übernahm die Macht u. a. im Protektorat Böhmen und Mähren. Bei der nun einsetzenden Judenverfolgung wurde Margolius mit seiner Frau 1941 zuerst in das Ghetto von Łódź gebracht und dann in die Konzentrationslager Auschwitz und Dachau deportiert. Nach dem Krieg kam Rudolf Margolius zu der Überzeugung, dass man die Vorkriegssysteme nicht reformieren könne, und trat aus diesem Grunde 1945 der kommunistischen Partei bei.
Aufgrund seiner zahlreichen Reisen wurde er zu einem Wirtschaftsexperten, insbesondere auf dem Gebiet des Außenhandels, und hatte mehrere Funktionen in der Regierung inne. Möglicherweise war es gerade seine Arbeit und seine Kontakte zu westeuropäischen Partnern, die dazu beitrugen, dass er am 10. Januar 1952 verhaftet wurde und der angeblichen Verschwörergruppe um Rudolf Slánský zugeordnet wurde. In dem bekannten Schauprozess, der vor dem neu errichteten Staatsgericht verhandelt wurde, wurde er zum Tode verurteilt und am 3. Dezember hingerichtet.
Margolius wurde 1963 rehabilitiert. Im Jahre 1968 erhielt er vom damaligen Präsident Ludvík Svoboda in memoriam den Orden der Republik, eine der höchsten Auszeichnungen der Tschechoslowakei. Heda Margolius Kovály bemühte sich ihr ganzes Leben, Rudolf Margolius zu rehabilitieren. Dabei engagierte sich auch der in England wohnende Sohn Istvan der beiden, der bei der Verhaftung fünf Jahre alt gewesen war. Heda Margolius Kovály starb 2010.